# Way Down
"Way Down" é uma canção da cantora e compositora dinamarquesa MØ. Seu lançamento ocorreu em 7 de setembro de 2018, através da gravadora Columbia Records, servindo como segundo single do seu segundo álbum de estúdio, Forever Neverland. A canção foi composta pela própria com o auxílio de Alexandra Shungudzo Govere, ST!NT, Cara Salimando, Shungudzo Kuyimba, Letter Mbulu e Caiphus Semenya, enquanto a produção ficou a cargo de ST!NT.